# 이슬람 백과사전

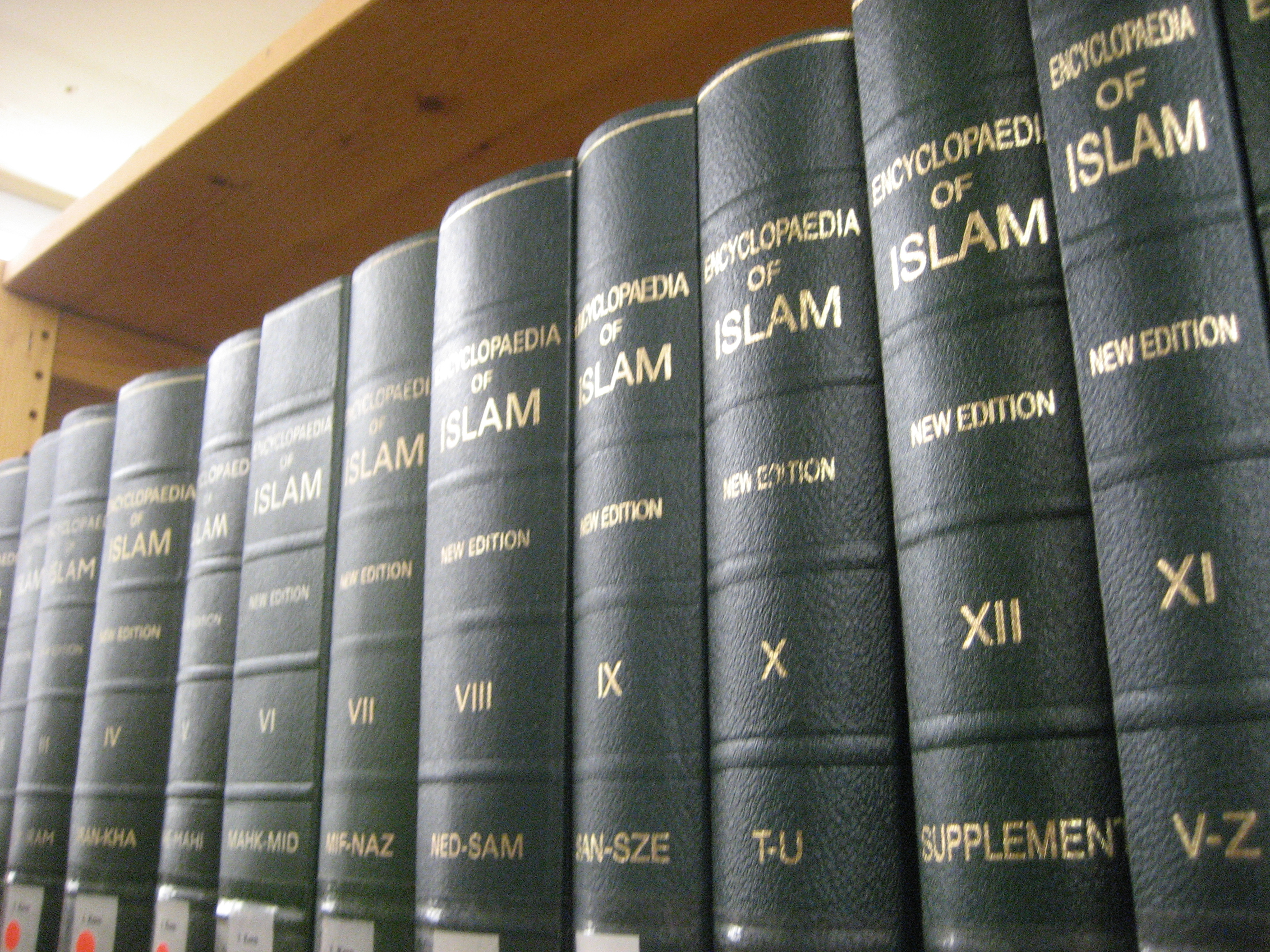
이슬람 백과사전 2판

이슬람 백과사전(Encyclopaedia of Islam, EI)은 Brill이 출판하는 이슬람교와 이슬람 세계에 대한 학술 서적들로, 이슬람학의 표준 참고서로 평가받는다. 초판은 1913–1938년, 2판은 1954–2005년, 3판은 2007년부터 발행되고 있다.

## 같이 보기
- 가톨릭 백과사전
- 이란 백과사전
- Encyclopaedia Islamica
- 유대 백과사전